# Cyberpunk 2020

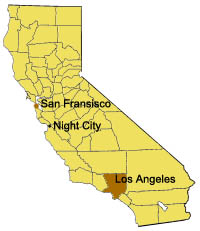
Night City

Cyberpunk 2020, Untertitel: The Classic Roleplaying Game of the Dark Future, ist ein Pen-&-Paper-Rollenspiel im düsteren Cyberpunk-Genre. Der Vorläufer Cyberpunk 2013, meist nur kurz Cyberpunk genannt, erschien 1988 mit dem Untertitel The Roleplaying Game of the Dark Future. Bei beiden erinnert der Schauplatz u. a. an den Roman Neuromancer von William Gibson, ist aber, wie der Autor Mike Pondsmith erklärt hat, nicht von diesem inspiriert. Das Rollenspiel erschien 1990 im Verlag R. Talsorian Games auf Englisch und 1992 auf Deutsch. Heute wird es von Games-In verlegt.
Eine Neuauflage („V3.0“) ist 2007 erschienen und spielt im Jahr 2030. 2008 erschien die Übersetzung der zweiten Auflage von Cyberpunk 2020 als Hardcover.
2020 erschien die vierte Edition, Cyberpunk RED von Mike Pondsmith im Verlag R. Talsorian Games und spielt im Jahr 2045. Das Computer-Rollenspiel Cyberpunk 2077 wurde 2012 angekündigt und ist am 10. Dezember 2020 erschienen.  Die deutsche Fassung von Cyberpunk RED erschien 2021 im Mario Truant Verlag.

## Spielsystem

### Rollen
In der Welt von Cyberpunk 2020 können die Spielercharaktere bei der Charaktererschaffung zwischen zehn sogenannten Rollen wählen: Cop, Dealer, Konzerner, Netrunner, Nomade, Reporter, Rockster, Solo, Tech sowie MediTech. Netrunner und Solo sind hierbei vergleichbare Rollen zu Decker/Hacker und Straßensamurai im gut 50 Jahre später spielenden Rollenspielsystem Shadowrun.

### Spezifika
Die Charaktere in Cyberpunk 2020 besitzen in neun Eigenschaften einen Grundwert, welcher jeweils zwischen zwei und zehn liegen kann. Je höher ein Wert ist, desto ausgeprägter ist jene Eigenschaft bei dem Charakter. Die neun Eigenschaften sind: Attraktivität, Bewegungsweite, Coolness, Empathie, Glück, Intelligenz, Körperbau, Reflexe und technisches Verständnis. Hieraus werden u. a. Untereigenschaften wie Rennen, Springen, Heben und die Schadenstoleranz abgeleitet.
Außerdem hat jeder Charakter Fertigkeiten in unterschiedlicher Anzahl, die auf den Eigenschaften aufbauen (Schwimmen auf Körperbau, Interviewen auf Empathie, Tanzen auf Reflexe usw.). Auch hier werden Punkte vergeben, wobei ein höherer Wert erneut eine besser ausgeprägte Fähigkeit bedeutet.
Für die Charaktererschaffung stehen mehrere Wege mit unterschiedlicher Komplexität zur Auswahl. Zusätzlich zur gängigen Ausrüstung und Bewaffnung können den Charakteren technische Implantate, sogenannte Cyberware, eingesetzt werden, um die Leistung von z. B. Augen, Ohren zu verbessern oder die Reflexe zu erhöhen.
Das Spielsystem funktioniert über simple Kontrollwürfe, in der Regel mit 6- sowie 10-seitigen Würfeln.

## Veröffentlichungen
- Heinrich Glumpler (Übers.): Cyberpunk: das Dark-future-Rollenspiel ; 2.0.2.0 Version D. Welt der Spiele, Frankfurt/Main, 1992. ISBN 3-927903-16-7

Für Cyberpunk 2020 existieren eine Reihe an Erweiterungen und vorgefertigten Abenteuern. Eine Auswahl:
- William Moss: Cyberbar: Geschichten, wie das Leben sie schreibt; ein Supplement für Cyberpunk (übers. aus dem Amerikan. von Thomas Schichtel). Welt der Spiele, Frankfurt/Main, 1993. ISBN 3-927903-12-4

- Scott MacKay: Night city stories : für alle Cyberpunk-Rollenspiele ; eine Dark-Future-Abenteuer-Kampagne (übers. aus dem Amerikan. von Ewald Arenz und Roland Wolf). Games-In-Verlag, München, 1992. ISBN 3-929875-80-2

Außerdem existiert eine Cyberpunk-Ergänzung zum Universalrollenspiel GURPS:
- Loyd Blankenship: Gurps. Teil: Cyberpunk - High-Tech-Rollenspiel zwischen Chrom und Dreck (übers. aus dem Amerikan. von Peter Marhöfer). Pegasus Press, Friedberg, 1995. ISBN 3-930635-12-7

## Cybergeneration
Cybergeneration – ein anderes Pen-&-Paper-Rollenspiel – ist die Weiterentwicklung der Welt von Cyberpunk 2020 und stammt vom selben Autor.
Hier sind die Spieler-Charaktere Jugendliche, die durch die Carbon-Plage besondere Fähigkeiten erlangt haben. Es gibt verschiedene Charakterklassen und eine ganze Reihe von Gangs, zu denen ein Charakter gehören kann.